# Sindku
 (signalé en mai 2025).
Si vous disposez d'ouvrages ou d'articles de référence ou si vous connaissez des sites web de qualité traitant du thème abordé ici, merci de compléter l'article en donnant les références utiles à sa vérifiabilité et en les liant à la section « Notes et références ».
- Archive Wikiwix
- Bing
- Cairn
- DuckDuckGo
- E. Universalis
- Gallica
- Google
- G. Books
- G. News
- G. Scholar
- Persée
- Qwant
- (zh) Baidu
- (ru) Yandex
- (wd) trouver des œuvres sur Wikidata

Un Sindku (en anglais : Mayor, peut être traduit par syndic ou maire  en français) est à Malte le responsable élu d'un Kunsill Lokali (conseil local).
Les Sindki ont été créés en même temps que les Kunsilli Lokalli (conseils locaux) par l’Att Dwar Kunsilli Lokali - Kapitolu 363 (loi n° 363 sur les Conseils locaux) du 23 juillet 1993. Il existe à Malte 68 maires, un par conseil local. Chaque Sindku est aidé dans sa tâche par un Viċi Sindku (vice-maire ou plutôt maire-adjoint) et des Kunsillieri Lokali (conseillers locaux). La charge administrative est sous la responsabilité d'un fonctionnaire, le Segretarju Eżekuttiv (Secrétaire exécutif) qui fait aussi la liaison avec l’État en la personne du ministre chargé de l'administration locale.
Les conseillers locaux sont élus pour un mandat de quatre ans par un scrutin à vote unique transférable par les habitants de plus de seize ans résidant dans l'espace géographique, la localité, du Kunsill Lokali. Les habitants d'un autre pays de l'Union européenne inscrits sur les listes électorales maltaises peuvent participer aux votes lors des élections aux Conseils locaux. Les localités de moins de 5 000 habitants élisent cinq conseillers, sept conseillers pour les localités de 5 000 à moins de 10 000 habitants, neuf conseillers de 10 000 à moins de 15 000, onze de 15 000 à moins de 20 000 et treize conseillers pour les localités de 20 000 habitants et plus.
Le Sindku est le conseiller acceptant, élu avec le plus de voix de premier choix présenté par le parti politique qui obtient la majorité des sièges au conseil. Le Viċi Sindku est le conseiller acceptant, élu en deuxième position dans le parti politique majoritaire. Si l'un des conseillers refuse la responsabilité, c'est le conseiller suivant qui est désigné, et ainsi de suite jusqu'à la désignation du maire et du maire-adjoint.
Les localités qui disposent aussi sur leur territoire d'une communauté administrée par un Kumitat Amministrattiv (comité de gestion), celui-ci est géré par cinq habitants de la communauté élus pour un mandat de quatre ans par un scrutin à vote unique transférable lors d'élections aux Conseils communautaires. Ces cinq élus locaux désignent parmi eux un Chairperson (président) qui préside le comité de gestion. La charge administrative est sous la responsabilité du Segretarju Eżekuttiv (Secrétaire exécutif) du Kunsilli Lokalli qui fait ainsi la liaison avec le conseil local et aussi avec l’État en la personne du ministre chargé de l'administration locale.